# District de Quan Sơn
Quan Sơn est un district de la province de Thanh Hóa dans la côte centrale du Nord au Viêt Nam. 

## Présentation
Le district a une superficie de 943 km2. 